# Shimenawa

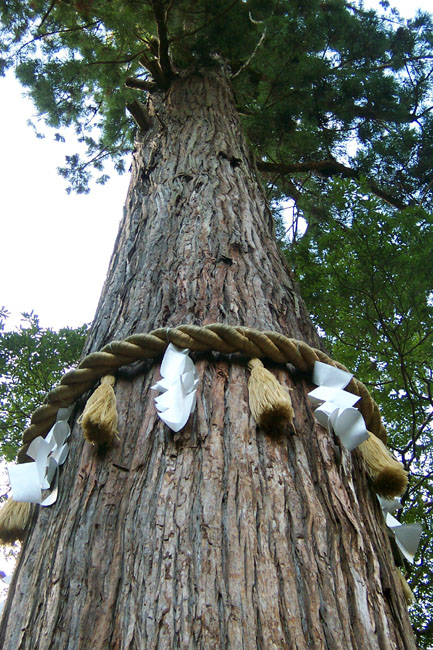
Ein Baum mit Shimenawa (Yuki-Schrein, Kyōto)

Shimenawa (jap. 注連縄, seltener auch 標縄 und 七五三縄) sind geschlagene Taue aus Reisstroh, die im Shintō die Welt der Götter (Kami) von der diesseitigen Welt trennen.
Ferner markieren Shimenawa abgegrenzte Wohnorte der Kami und sollen die Anwesenheit eines Gottes oder einer göttlichen Kraft symbolisieren.

## Etymologie
Die genaue Bedeutung und Etymologie von Shimenawa ist trotz dieser starken Verbreitung umstritten und nicht kanonisch festgelegt.
Nach Basil Hall Chamberlain und Motoori Norinaga, die sich auf das Kogoshūi beziehen, ist die archaische Version des Wortes shiri-kume-nawa (斯利久迷繩) für „nach hinten geflochtenes Strohseil“, wobei damit gemeint ist, dass das Strohseil so gefertigt ist, dass die Wurzeln herausragen und so an den Enden sichtbar sind.
Diese Bezeichnung geht auf eine Begebenheit des durch das Kojiki und Nihonshoki überlieferten mythologischen Zeitalters zurück. Der Legende nach hatte sich Amaterasu, die Sonnengöttin, beleidigt durch das Benehmen von Susa-no-O-no-Mikoto, ihres Bruders, in eine Felsenhöhle zurückgezogen. Da nun das von Amaterasu ausgehende Licht nicht mehr die Welt erreichen konnte, und diese somit in Dunkelheit gehüllt war, versuchen die anderen Götter sie wieder aus ihrem Versteck hervorzulocken. Als Amaterasu das Tor zu ihrer Höhle öffnete und ein wenig hervorgetreten war, spannte Futo-Tama no Mikoto ein shiri-kume-nawa hinter ihrem Rücken aus, damit sie nicht wieder in die Felsenhöhle zurücktreten konnte. 
Im Kojiki bedeutet das Wort shiri-kume-nawa (尻久米縄) so viel wie „nach hinten geflochtenes Strohseil“. Das Nihonshoki, welches die gleiche Begebenheit erzählt und das Seil ebenfalls shiri-kume-nawa (端出之縄 bzw. 左縄端出) nennt, schreibt das Wort jedoch anders, sodass es den Sinn „Strohseil mit heraushängenden Enden“ bzw. „linkes Strohseil“ ergibt. 
Mit den „heraushängenden Enden“ sind dabei wahrscheinlich die heraushängenden Wurzeln gemeint, die sich durch die Verflechtungen mit den Halmen ergeben haben, und danach hervorstanden. Heute werden diese Wurzelenden durch besondere Strohhalme angedeutet, die dem Seil angefügt sind und daran hängen.
Im Gegensatz zu Basil Hall Chamberlain und Motoori Norinaga erklärte der Shintō-Experte Katō Genchi, dass shime basierend auf dem Begriff shimeno (標野, „verbotener Ort“) so viel wie „verboten; Tabu“ bedeute, shimenawa also „Tabu-Seile“ seien. 
Demnach sollen Shimenawa als Tabuzeichen dienen, die den Ort, an dem sie angebracht sind, als einen den Kami geweihten, profanen Nutzungen entzogenen, geheiligten und vor Verunreinigung (kegare) jeder Art zu schützenden Platz kennzeichnen. Noch prosaischere Etymologien führen den Begriff auf die Verben shimesu (示, bzw. 標 „anzeigen [eines besonderen Bereichs]“) oder shimeru (締, „zusammenbinden“) zurück.
Gelegentlich findet man für Shimenawa auch die moderne Übersetzung „Götterseil“.

## Verwendung

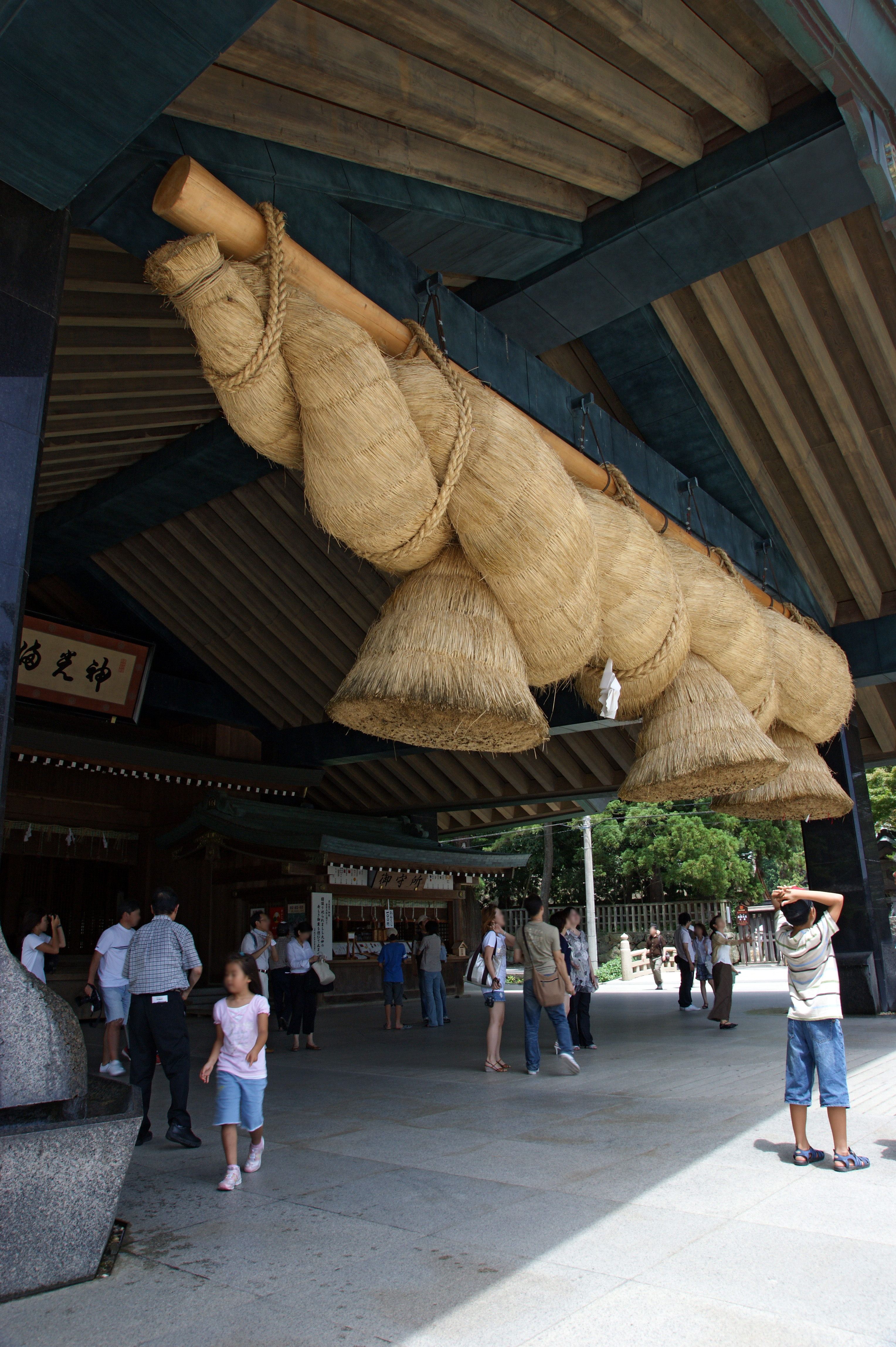
Shimenawa am Kaguraden des Izumo Taisha

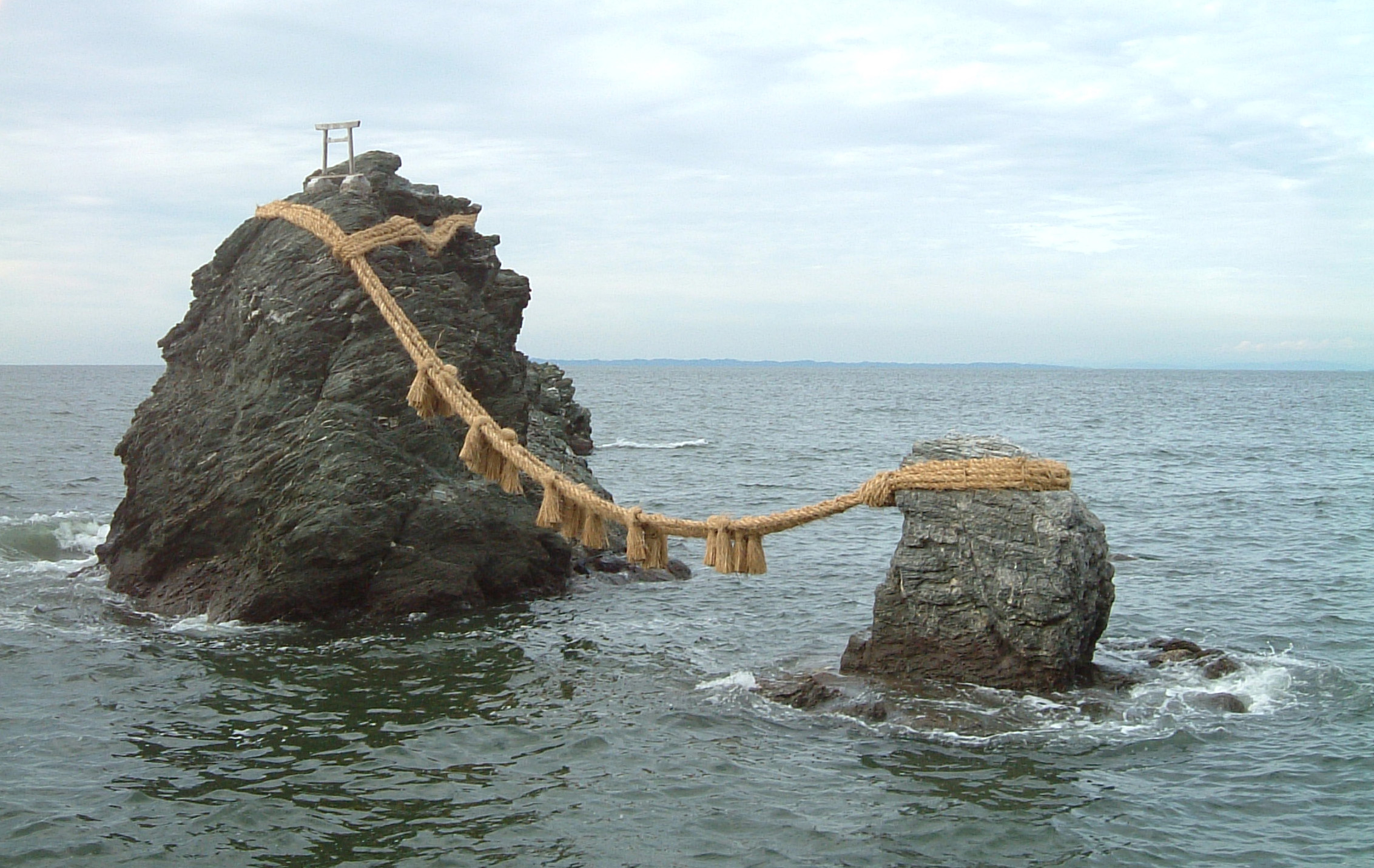
Meoto-Iwa, die „vermählten Felsen“ in der Bucht von Ise

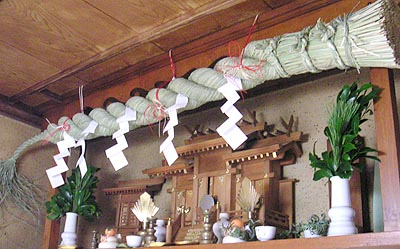
Ein Hausschrein (Kamidana) mit Shimenawa, von der shide aus Papier hängen

Als Symbole der Anwesenheit göttlicher Präsenz finden sich solche Taue meist an religiösen Stätten des Shintō wie Schreinen, Torii und anderen heiligen Orten wie eindrucksvollen Bäumen oder Felsen. Das größte Shimenawa befindet sich an der Kaguraden des Izumo Taisha und besitzt eine Länge von 13 m, einen Umfang von 9 m und wiegt 5 t.
Selten verbinden Shimenawa zwei oder mehr Gegenstände miteinander, wie die zwei Steine des Meoto-Iwa, oder am Yoshida-Schrein, wo acht Shimenawa den Elendshügel (yaku-zuka) vor der Tür des Allerheiligsten (honden) binden. 
Auch Hausschreine (Kamidana) werden mit Shimenawa geschmückt. Manche sind nicht dicker als ein gewöhnlicher Faden, andere können Durchmesser von mehr als zwei Metern erreichen.
Zu Neujahr ist es in Japan außerdem ein weit verbreiteter Brauch, kleine Shimenawa als Schutz vor Krankheiten und dem Bösen über Hauseingänge und Eingangstore zu spannen.
Shimenawa sind in der Regel mit zickzackförmig geschnittenen und besonders gefalteten Papierstreifen (shide), die ihrerseits wiederum an Holzstöcken (zusammen gohei) befestigt sind, und Anhängern aus Flachs (yū) behängt, die eine reinigende, aber auch schmückende und anzeigende Bedeutung für heilige Stätten haben. Sie entstammen älteren Arten von heihaku, Opfergaben für die Götter.
Shimenawa werden mitunter auch zur Kennzeichnung numinoser Orte in freier Natur angebracht, z. B. an auffällig geformten Felsen im Meer. Das Anbringen der kunstvoll geflochten Shimenawa wird von aufwendigen Zeremonien (shimenawa-taki) begleitet. Eine derartige Zeremonie, die auf Kōno Michinobu, einen Feldherrn des Gempei-Krieges zurückgehen soll, diente ursprünglich dazu einen Drachengott um ruhige See zu bitten. Zum Gedenken an diese Begebenheit findet jährlich eine zeremonielle Herstellung eines Shimenawa in der Stadt Hōjō an der japanischen Seto-Inlandsee statt.

## Herstellung
Dieser Abschnitt beschreibt die Herstellung von Shimenawa anhand eines Beispiels aus Ibaraki, Präfektur Ōsaka.
Bei einem mittelgroßen Schrein in der japanischen Stadt Ibaraki ist ein etwa 35 cm starkes Shimenawa über dem Eingang des Hauptgebäudes angebracht und ein weiteres etwa 25 cm dickes Seil unter dem Querbalken des dortigen Torii. Da sich das Tau über dem Hauptportal unter einem Vordach befindet, hat dieses eine Haltbarkeit von einem Jahr. Das unter dem Torii befindliche Shimenawa, welches oft Regen ausgesetzt ist, muss hingegen schon nach einem halben Jahr ausgewechselt werden.
Folglich werden für diesen Schrein jährlich drei große Shimenawa benötigt. Diese werden an einem Dezemberwochenende bei einem gemeinsamen Arbeitseinsatz der männlichen Gemeindemitglieder gefertigt. Man entschied sich für die eigene Herstellung, da die Fertigung durch eine Firma für jedes der drei circa 4 bis 5 Meter langen Taue etwa 70.000 Yen (rund 500 Euro) gekostet hätte. (Stand 2009)
Für die Herstellung werden zwei Tage und etwa 10 Männer benötigt. Als Ausgangsmaterial wird das Reisstroh der Ernte desselben Jahres verwendet. Der erste Tag wird hauptsächlich dafür benutzt, das Stroh von den Ähren zu befreien und mit der Fertigung der etwa 10 bis 15 cm starken Kardeele zu beginnen. Hierfür wird ein entsprechend dicker Strohballen aus etwa 80 cm langen Strohhalmen mit einem Strick umwickelt. Um nun an Länge zu gewinnen, wird der Ballen an einem Ende etwas geweitet und in die entstandene Öffnung ein weiterer Strohballen gesteckt, allerdings nur bis zu einem Teil. Der Rest ragt heraus, wird nun ebenfalls mit dem Strick umbunden und anschließend etwas geweitet, um einen weiteren Strohballen einzustecken. Diese Prozedur wird so lange fortgesetzt, bis die gewünschte Länge erreicht ist.
Für die Endfertigung eines Shimenawa werden in diesem Fall drei Kardeele und als Seele ein Bambusstab benötigt. Dieser verhindert durch seine Torsionssteifigkeit ein Aufdrehen des späteren Shimenawa. Eventuell wird damit auch einem Reißen des Shimenawa aufgrund seiner Eigenlast entgegengewirkt.
Die drei Kardeele und der Bambusstab werden an einem Ende mit Draht fest miteinander verbunden. Für den letzten Arbeitsschritt wird dieses Ende an einer drehbaren Achse befestigt. Anschließend wird ein jedes der Kardeele von zwei bis drei Männern in sich verdreht. Dies geschieht traditionellerweise rechtsherum. Währenddessen wird die Achse mit dem Bambusstab Stück für Stück so gedreht, dass sich die Kardeele linksherum um den Stab wickeln. Durch die unterschiedliche Drehrichtung von Kardeelen und gesamten Tau wird erreicht, dass sich trotz der Doppelwendel der einzelnen Strohhalme diese an der Außenseite des Shimenawa parallel zur Richtung des Taues verlaufen.
Das Anbringen der Shimenawa wird zum Jahreswechsel hin in einem zeremoniellen Rahmen vollzogen. Die eigentliche Fertigung der Taue hat hingegen eher den Charakter eines gemeinschaftsbildenden Arbeitseinsatzes.

## Sumō

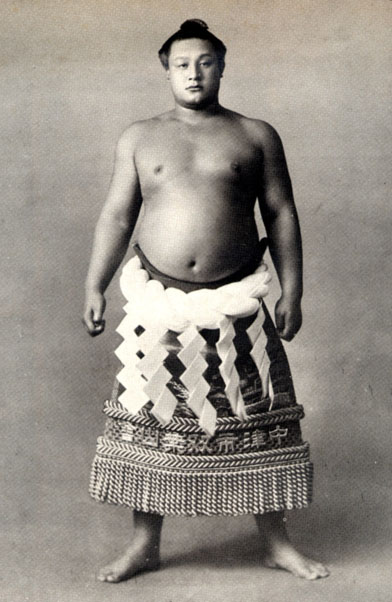
Futabayama Sadaji mit einem Shimenawa-ähnlichen Seil

Das mit Gohei versehene Seil, das die Yokozuna im Sumō tragen, ähnelt einem Shimenawa. 
Da das Sumō-Ringen von jeher starke Verbindungen zum Shintō hat, gibt es Vermutungen, dass es sich von den Shimenawa ableitet. 
Besonders am Anfang und Ende eines Wettkampfes tragen Sumōringer prächtige Schürzen aus den besagten Seilen, an denen oftmals noch zusätzlich zickzackförmige Shide aus weißen Papier angebracht sind, die sich auch an vielen Shimenawa befinden.
Des Weiteren wird der Sumō-Ring meist von einer Art Shimenawa umschlossen.